# Dale Morningstar
Dale Morningstar es un productor musical y cantante de rock canadiense establecido en Toronto y nacido en Ontario.

## Biografía
Dale Morningstar fue el miembro fundador del grupo The Dinner Is Ruined, una banda de rock nacida en Toronto en los años 90. El grupo estaba caracterizado por un estilo inusual al resto de bandas de rock.
Morningstar posiblemente sea más conocido por ser cofundador junto a Don Kerr, en 1990, del estudio The Gas Station Recording studio, que ha sido un estudio precursor del rock indie en Canadá.

## Discografía

### En solitario
- 2002: I Grew Up on Sodom Road (Sonic Unyon)

### The Dinner Is Ruined
- 1991: Burn Your Dashiki (self-released)
- 1993: Love Songs from the Lubritorium (Raw Energy)
- 1994: Worm Pickers Brawl (Gas Rackett)
- 1996: Ice Cream, Drugs, Rubber Goods (Sonic Unyon)
- 1997: Elevator Music for Non-Claustrophobic People (Sonic Unyon)
- 1999: A Maggot in Their Heads (Sonic Unyon)
- 2001: Ray Charles Kinda Party  (Sonic Unyon)
- 2005: Legion Hall (self-released)

### Gordon Downie
- 2001: Coke Machine Glow (Zoë Records)
- 2003: Battle of the Nudes (Zoë Records)
- 2010: The Grand Bounce (Cobraside)